# Ceracis pecki
Ceracis pecki är en skalbaggsart som beskrevs av Lawrence 1971. Ceracis pecki ingår i släktet Ceracis och familjen trädsvampborrare. Inga underarter finns listade i Catalogue of Life.